# Terminal de Ómnibus de Punta del Este
La Terminal de Ómnibus de Punta del Este, es una terminal de transporte de pasajeros que sirve a la ciudad de Punta del Este (Maldonado, Uruguay) es la principal terminal terrestre del departamento y una de las más activas del país. 

## Operación
En 2016 la IDM (Intendencia Departamental de Maldonado), abrió una licitación para captar empresas que estén interesadas en explotar los servicios de infraestructura/administrativo de la terminal, ganando Maldonado Trans, una concesionaria que está a cargo de las terminales de ómnibus de Maldonado, Piriápolis y San Carlos.
Actualmente en la terminal operan 13 empresas de transporte regular, 10 nacionales y 3 internacionales, además de las transportistas que hacen excursiones y parten desde la terminal.
Opera servicios a los departamentos de Canelones, Rocha, Colonia, Florida, Lavalleja, Durazno, Río Negro, Salto, Flores, Paysandú y Montevideo, además explota servicios internacionales a São Paulo, Florianópolis y Porto Alegre en Brasil y a Buenos Aires y Córdoba en Argentina.

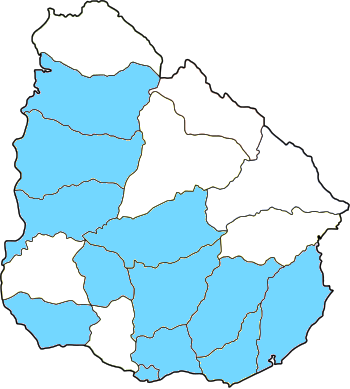
Destinos por departamento
Mapa de Uruguay, marcados en celeste los departamentos a los que se puede acceder desde la terminal de ómnibus de Punta del Este.

## Compañías que operan en la terminal
| Empresa                  | Departamento                                                           | Ciudad matriz          | Flota               |
| Empresas nacionales      | Empresas nacionales                                                    | Empresas nacionales    | Empresas nacionales |
| ------------------------ | ---------------------------------------------------------------------- | ---------------------- | ------------------- |
| Bruno                    | Florida                                                                | Florida                | Irizar              |
| Buquebus                 | [[Archivo:\|20x20px\|Escudo de Departamento de Montevideo]] Montevideo | Montevideo             | Irizar              |
| Chadre                   | [[Archivo:\|20x20px\|Escudo de Departamento de Montevideo]] Montevideo | Montevideo             | Marcopolo y Irizar  |
| Colonia Express          | Colonia                                                                | Colonia del Sacramento | Marcopolo y Neobus  |
| Tab S.R.L                | Colonia                                                                | Juan Lacaze            | Marcopolo y Busscar |
| COPSA Este               | [[Archivo:\|20x20px\|Escudo de Departamento de Montevideo]] Montevideo | Montevideo             | Yutong              |
| COT                      | [[Archivo:\|20x20px\|Escudo de Departamento de Montevideo]] Montevideo | Montevideo             | Neobus y Marcopolo  |
| EGA                      | [[Archivo:\|20x20px\|Escudo de Departamento de Montevideo]] Montevideo | Montevideo             | Marcopolo y Busscar |
| Emtur                    | Maldonado                                                              | Maldonado              | Caio                |
| Nuñez                    | Cerro Largo                                                            | Melo                   | Marcopolo           |
| Tur-Este                 | Treinta y Tres                                                         | Treinta y Tres         | Marcopolo y Irizar  |
| Turismar                 | [[Archivo:\|20x20px\|Escudo de Departamento de Montevideo]] Montevideo | Montevideo             | Marcopolo y Irizar  |
| Empresas internacionales |                                                                        |                        |                     |
| TTL                      | Río Grande del Sur                                                     | Pelotas                | Marcopolo           |
| Encon                    | Córdoba                                                                | Córdoba                | Metalsur y Comil    |
| Pullman                  | Buenos Aires                                                           | Buenos Aires           | Metalsur            |

## Rutas
Lista de destino por rutas compañías que operan en la terminal.
| Empresa                  | Línea                                                       | Destinos |                     |
| Destinos nacionales      | Destinos nacionales                                         | Destinos nacionales | Destinos nacionales |
| ------------------------ | ----------------------------------------------------------- | --- | ------------------- |
| Colonia Express          | Punta del Este - Colonia (Por trasbordo a Barco)            | Punta del Este, Montevideo, Colonia del Sacramento |                     |
| Tab SRL                  | Punta del Este - Colonia (Por Rutas 1, 11 e Interbalnearia) | Colonia, Ecilda Paullier, San José, Santa Lucía, Canelones, Maldonado, Piriápolis, Punta del Este                                                                       | [ 1 ]               |
| Cot                      | Punta del Este -Montevideo                                  | Punta del Este, Maldonado, Portezuelo, Peaje Solís, Aeropuerto de Carrasco, Montevideo                                                                                  | [ 2 ]               |
| Cot                      | Punta del Este - Montevideo (por Ruta 8)                    | Punta del Este, Maldonado, San Carlos, Pan de Azúcar, Soca, Pando, Aeropuerto de Carrasco, Montevideo.                                                                  | [ 3 ]               |
| Cot                      | Punta del Este - Montevideo (por Ruta 9)                    | Punta del Este, Maldonado, San Carlos, Pan de Azúcar, Soca, Pando, Aeropuerto de Carrasco, Montevideo.                                                                  | [ 4 ]               |
| Cot                      | Punta del Este - Montevideo (por Ruta 10)                   | Punta del Este, Maldonado, Portezuelo, Piriápolis, Peaje Solís, Aeropuerto de Carrasco, Montevideo                                                                      | [ 2 ]               |
| Cot                      | Laguna Garzón - Montevideo                                  | Laguna Garzón, José Ignacio, La Barra, Punta del Este, Maldonado, Portezuelo, Peaje Solís, Aeropuerto de Carrasco, Montevideo                                           | [ 5 ]               |
| Cot                      | Punta del Este - Chuy                                       | Punta del Este, Maldonado, San Carlos, Rocha, Castillos, Punta del Diablo, Santa Teresa, La Coronilla, Chuy.                                                            | [ 6 ]               |
| Copsa Este               | Punta del Este - Montevideo                                 | Punta del Este, Maldonado, Portezuelo, Peaje Solís, Aeropuerto de Carrasco, Montevideo                                                                                  | [ 2 ]               |
| Copsa Este               | Punta del Este - Montevideo (por Ruta 10)                   | Punta del Este, Maldonado, Portezuelo, Piriápolis, Peaje Solís, Aeropuerto de Carrasco, Montevideo                                                                      | [ 2 ]               |
| Copsa Este               | Laguna Garzón - Montevideo                                  | Laguna Garzón, José Ignacio, La Barra, Punta del Este, Maldonado, Portezuelo, Peaje Solís, Aeropuerto de Carrasco, Montevideo                                           | [ 5 ]               |
| Bruno                    | Punta del Este - Minas (por Piriápolis)                     | Punta del Este, Maldonado, Piriápolis, Las Flores, Pan de Azúcar, Minas.                                                                                                | [ 7 ]               |
| Bruno                    | Punta del Este - Minas (por San Carlos)                     | Punta del Este, Maldonado, San Carlos, Pan de Azúcar, Minas. | [ 7 ]               |
| Buquebus                 | Punta del Este - Colonia (Por trasbordo a Barco)            | Punta del Este, Montevideo, Colonia del Sacramento |                     |
| Turismar                 | Punta del Este - Durazno                                    | Punta del Este, Maldonado, Aeropuerto de Punta del Este, Piriápolis, Gregorio Aznárez, Migues, Tala, San Ramón, Florida, Sarandí Grande, Durazno.                       | [ 8 ]               |
| Turismar                 | Punta del Este - Salto                                      | Punta del Este, Maldonado, Piriápolis, Gregorio Aznárez, Migues, Tala, San Ramón, Florida, Sarandí Grande, Durazno, Trinidad, Young, Paysandú Salto.                    | [ 9 ]               |
| Chadre                   | Punta del Este - Salto                                      | Punta del Este, Maldonado, Piriápolis, Gregorio Aznárez, Migues, Tala, San Ramón, Florida, Sarandí Grande, Durazno, Trinidad, Young, Paysandú Salto.                    |                     |
| Tur-Este                 | Punta del Este - Minas (Por Ruta 12)                        | Punta del Este, Maldonado, San Carlos, El Edén, Minas. | [ 7 ]               |
| Emtur Ltda.              | Punta del Este - Minas (Por Ruta 12)                        | Punta del Este, Maldonado, San Carlos, El Edén, Minas. | [ 7 ]               |
| Nuñez                    | Punta del Este - Melo                                       | Punta del Este, Maldonado, San Carlos, Pueblo Edén, Minas, Mariscala, José Pedro Varela, Treinta y Tres, Melo                                                           | [ 10 ]              |
|                          |                                                             | |                     |
| Destinos internacionales |                                                             | |                     |
| Brasil                   |                                                             | |                     |
| EGA                      | Montevideo - Florianopolis                                  | Montevideo, Punta del Este, San Carlos, Rocha, Chuí, Pelotas, Porto Alegre, Sombrio, Garopaba, Florianópolis                                                            |                     |
| EGA                      | Montevideo - Porto Alegre                                   | Montevideo, Punta del Este, San Carlos, Rocha, Chuí, Pelotas, Porto Alegre                                                                                              |                     |
| TTL                      | Montevideo - Sao Paulo                                      | Montevideo, Punta del Este, San Carlos, Chuí, Pelotas, Porto Alegre, Osório, Tramandaí, Capão da Canoa, Torres, Florianópolis, Camboriú, Joinville, Curitiba, São Paulo |                     |
| TTL                      | Montevideo - Florianopolis                                  | Montevideo, Punta del Este, San Carlos, Chuí, Pelotas, Porto Alegre, Osório, Tramandaí, Capão da Canoa, Torres, Florianópolis                                           |                     |
| TTL                      | Montevideo - Porto Alegre                                   | Montevideo, Punta del Este, San Carlos, Chuí, Pelotas, Porto Alegre |                     |
| Argentina                |                                                             | |                     |
| Encon/ KMB GO            | Córdoba - Punta del Este (Solo en temporada alta)           | Córdoba, San Francisco, Santa Fe, Paraná, Villaguay, Colón, Paysandú, Trinidad, Montevideo, Punta del Este                                                              |                     |
| Pullman                  | Buenos Aires - Punta del Este                               | Buenos Aires, Montevideo, Punta del Este |                     |

## Futuras líneas
| Empresa                  | Línea                                      | Rutas         | Algunas localidades servidas                                               | Inicio          | Estado     |
| ------------------------ | ------------------------------------------ | ------------- | -------------------------------------------------------------------------- | --------------- | ---------- |
| Turismar                 | Montevideo - Punta del Este (Por Ruta 101) | 101, 8, 9, IB | Montevideo, Aeropuerto de Carrasco, Maldonado, Punta del Este              | 2022            | Adjudicada |
| Tab                      | Colonia - Punta del Este                   | 1, IB y 11    | Colonia, Ecilda Paullier, San José, Santa Lucía, Maldonado, Punta del Este | Enero de 2025   | Adjudicada |
| Nossar y Agencia Central | Rivera - Punta del Este                    | 5, 11 e IB    | Rivera, Tacuarembó, Durazno, Maldonado, Punta del Este                     | Febrero de 2023 | Adjudicada |

## Antiguas líneas
| Empresa   | Línea                                   | Rutas           | Algunas localidades servidas                                                                                                | Inicio | Final |
| --------- | --------------------------------------- | --------------- | --- | ------ | ----- |
| Tur-Este  | Cabo Polonio - Piriápolis               | 93, 10, 9 y 15  | Cabo Polonio, La Pedrera, La Paloma, Rocha, José Ignacio, La Barra, Punta del Este, Maldonado, Piriápolis                   | 2021   | 2022  |
| Tur-Este  | Barra de Valizas - Piriápolis           | 93, 10, 9 y 15  | Barra de Valizas, Cabo Polonio, La Pedrera, La Paloma, Rocha, José Ignacio, La Barra, Punta del Este, Maldonado, Piriápolis | 2018   | 2019  |
| Tur-Este  | Barra de Valizas - Piriápolis           | 93, 10, 9 y 15  | Barra de Valizas, Cabo Polonio, La Pedrera, La Paloma, Rocha, José Ignacio, La Barra, Punta del Este, Maldonado, Piriápolis | 2017   | 2018  |
| C.O.O.M.  | Minas - Punta del este (Por Piriápolis) | 12, 60, 37 y 93 | Punta del Este, Maldonado, Piriápolis, Las Flores, Pan de Azúcar, Minas.                                                    | 1978   | 2014  |
| C.O.O.M.  | Minas - Punta del Este (Por San Carlos) | 60, 9 y 39      | Punta del Este, Maldonado, San Carlos, Pan de Azúcar, Minas.                                                                | 1978   | 2014  |
| Tur-Este  | La Pedrera - Piriápolis                 | 93, 10, 9 y 15  | La Pedrera, La Paloma, José Ignacio, La Barra, Punta del Este, Maldonado, Piriápolis                                        | 2011   | 2012  |
| GonzaTour | La Pedrera - Piriápolis                 | 93, 10, 9 y 15  | La Pedrera, La Paloma, José Ignacio, La Barra, Punta del Este, Maldonado, Piriápolis                                        | 2010   | 2011  |
| Tur-Este  | La Pedrera - Piriápolis                 | 93, 10, 9 y 15  | La Pedrera, La Paloma, José Ignacio, La Barra, Punta del Este, Maldonado, Piriápolis                                        | 2010   | 2011  |